# Huis Malatesta
Het huis Malatesta was een Italiaanse familie, die van 1295 tot 1528 de Romagna, in het bijzonder Rimini en zijn provincie, beheerste. Op het hoogtepunt van haar invloed breidde de familie haar domeinen uit tot de zuidelijke kastelen van San Marino, de provincie Pesaro-Urbino en een gedeelte van de provincies Ancona, Forlì-Cesena en Ravenna.
De eerste vermelding van een Malatesta gaat terug tot de 12e eeuw. De familie zou toen domeinen in haar bezit gehad hebben in het dal van de Marecchia, ten zuiden van Rimini, tussen Verucchio en Pennabilli, een dal dat de toegang tot het binnenland controleert. Malatesta betekent "slecht hoofd" en is waarschijnlijk ontstaan als bijnaam.
Rond 1200 splitsten de Malatesta zich op in twee takken, de Malatesta van Foligno en de Malatesta van Verucchio. De laatste zou later over Rimini heersen.
In 1275 werd een zekere Malatesta da Verucchio door de Welfen van Bologna uitgekozen om tegen de Ghibellijnen van de Romagna te vechten. In de loop van deze oorlog bemachtigde hij de stad Rimini. Bijgevolg werd Malatesta de Verucchio in 1239 benoemd tot podestà van Rimini en in 1295 werd hij definitief heer van de stad. Hierop liet hij alle Ghibellijnse families uit Rimini verbannen. De afstammelingen van Malatesta de Verucchio veroverden Cesena, Pesaro, Fano, Fossombrone, Cervia en vele andere steden, maar werden beetje bij beetje beroofd van hun domeinen door de pausen.
Zijn zoon Giovanni Malatesta, ook wel Gianciotto genoemd, is beroemd omdat hij zijn vrouw, Francesca da Polenta (of da Rimini), en zijn jongere broer Paolo, die hij verdacht van overspel, zou hebben vermoord. Dante vertelt deze tragedie in de vijfde zang van de Hel in zijn Divina Commedia.
Vele Malatesta dienden verschillende Italiaanse staten als condottieri, meestal staten die aan de kant van de Welfen stonden. De bekendste onder hen was Sigismondo Pandolfo Malatesta, die gedurende vele jaren oorlog voerde tegen de paus en het hertogdom Urbino. Uiteindelijk verjoeg Cesare Borgia het laatste regerende hoofd van deze familie, Pandolfo IV, uit Rimini, en vanaf 1528 bleef deze stad definitief in handen van de pausen.

## Stamboom
```
Malatesta I
, 
podestà van Rimini
 (1183-1248)
= Adelasia
│
└── 
Malatesta da Verrucchio
, 
podestà van Rimini vanaf 1262, heer van Rimini vanaf 1295
 (1212-1312)
    = Concordia dei Pandolfini
    │
    ├── 
Malatestino I
, 
heer van Rimini
 (?-1317)
    │   = ?
    │   │ 
    │   ├── 
Ferrantino
, 
heer van Pesaro, heer van Rimini vanaf 1326
 (1258-1353)
    │   │   =
    │   │   │ 
    │   │   └── 
Malatestino Novello
, 
podestà van Cesena
 (?-1335)
    │   │ 
    │   └── 
Giovanni III
 (?-1375)
    │        = ?
    │        │     
    │        └── 
Carlo III
 (?-1486)
    │            + ?
    │            │     
    │            └── 
Ramberto Novello
  (1475–1532)
    │                + ?
    │                │     
    │                ├── Galeotto
    │                │     
    │                └── 
Carlo V
 (?-1544) 
    │
    ├── Rengarda
    │
    ├── 
Gianciotto
, 
podestà van Pesaro vanaf 1294
 (ca. 1255-1304)
    │   = 
Francesca da Polenta

    │   │ 
    │   └── Concordia
    │   
    │   = Ginevra Zambrasi
    │   │
    │   ├── Tino
    │   │
    │   ├── Rengardina          
    │   │
    │   ├── 
Guido Arciprete
 
    │   │
    │   ├── 
Ramberto
(m. 1330)
    │   │
    │   └── Margherita                    
    │
    │
    ├── 
Paolo
 (1246-1285)
    │   = Orabile Beatrice
    │   │ 
    │   ├── 
Uberto
 (1270-1324) 
    │   │    = ?
    │   │    │     
    │   │    └── 
Ramberto I
 (1302–1367) 
    │   │         = ?
    │   │         │     
    │   │         └── 
Niccolò I
 (?-1374)
    │   │              = ?
    │   │              │     
    │   │              └── 
Pandolfo V

    │   │ 
    │   └── Margherita
    │
    └── Ramberto
                  
    = Margherita Paltenieri di Monselice 
    │
    ├── Maddalena
    │
    ├── Simona
    │
    └── 
PANDOLFO I
, 
heer van Pesaro, heer van Rimini vanaf 1317
 (?-1326)
        = Taddea
        │
        ├── 
MALATESTA III
 "Guastafamiglia", 
heer van Pesaro vanaf 1322, heer van Rimini vanaf 1335
 (ca. 1299-1364)
        │   = Costanza Ondedei
        │   │
        │   ├── 
Pandolfo II
 (1325-1373)
        │   │   = Paola Orsini
        │   │   │
        │   │   └── 
Malatesta IV Malatesta
, 
heer van Pesaro vanaf 1385
 (1370-1429)
        │   │       = Elisabetta da Varano
        │   │       │
        │   │       ├── 
Galeazzo
, 
heer van Pesaro vanaf 1438
 (1385-1452)
        │   │       │   = Battista da Montefeltro
        │   │       │
        │   │       ├── 
Carlo II
 (1390-1438)
        │   │       │   = Vittoria Colonna
        │   │       │
        │   │       ├── Taddea (?-1427)
        │   │       │
        │   │       ├── 
Pandolfo
 (1390-1441)
        │   │       │
        │   │       ├── 
Galeotto II
 (1398-1414)
        │   │       │
        │   │       ├── Paola (?-1447)
        │   │       │   = 
Gianfrancesco Gonzaga

        │   │       │
        │   │       └── 
Cleofe
 (?-1433)
        │   │           = 
Theodoros II Palaiologos (despota van Morea)
 
        │   │
        │   ├──  
Galeotto
 "Malatesta Ungaro" (1327-1375)
        │   │   = ?
        │   │   │
        │   │   └── 
Costanza
 (?-1378)
        │   │  
        │   │   = Costanza d'Este
        │   │
        │   ├── Caterina
        │   │
        │   ├── Masia
        │   │
        │   ├── Ginevra (1350-?)
        │   │
        │   └── Melchina
        │
        └── 
GALEOTTO I
 (1299-1385)
            = Elisa de la Villette
            = Gentile da Varano
            │
            ├── 
CARLO I
, 
heer van Rimini vanaf 1385, heer van Brescia van 1404 tot 1410
 (1368-1429)
            │
            ├── 
Pandolfo III
 (1370-1427)
            │   + 
Antonia da Barignano

            │   │
            │   ├── 
GALEOTTO ROBERTO
, 
heer van Rimini vanaf 1429
 (1411–1432)
            │   │   = 
Margherita d'Este

            │   │
            │   ├── 
SIGISMONDO PANDOLFO
, 
heer van Rimini vanaf 1432
 (1417–1468)
            │   │   = 
Ginevra d'Este

            │   │   = 
Polissena Sforza

            │   │   │
            │   │   ├── Galeotto (1442)
            │   │   │
            │   │   └── Giovanna (1444-1511)
            │   │       = 
Giulio Cesare da Varano

            │   │ 
            │   │   = 
Isotta degli Atti

            │   │   │
            │   │   ├── Roberto (1447)
            │   │   │
            │   │   ├── Sallustio 
            │   │   │
            │   │   ├── Vittorio
            │   │   │
            │   │   └── 
ROBERTO
, 
heer van Rimini vanaf 1468
 (1440-1482)
            │   │       = 
Elisabetta da Montefeltro

            │   │       │
            │   │       └── 
PANDOLFO IV
, 
heer van Rimini vanaf 1482
 (1475-1534)
            │   │
            │   └── 
Domenico
, 
heer van Cesena, Bertinoro, Meldola en Sarsina vanaf 1433
 (1418-1465)
            │       = 
Violante da Montefeltro
 
            │
            ├── 
Margherita
 (1370-1399)
            │   = 
Francesco I Gonzaga

            │
            ├── 
Andrea
 (1373-1416)
            │
            └── 
Galeotto Belfiore
 (1377-1400)
```